# 沈阳西站
沈阳西站位于辽宁省沈阳市于洪区马三家街道古城子村，是京沈客运专线的一座车站，隶属于中国铁路沈阳局集团沈阳车务段。
本站主体工程于2017年12月完工，2018年12月29日启用。但因位置远离沈阳城区，客流量低，故该站自2019年7月10日起停止办理客运业务。